# Chiesa della Natività della Beata Vergine Maria (Trebaseleghe)
La chiesa della Natività della Beata Vergine Maria è la chiesa arcipretale di Trebaseleghe, in provincia di Padova e diocesi di Treviso; fa parte della vicariato di Camposampiero.

## Storia
Benché l'edificio sia una ricostruzione novecentesca, la chiesa ha origini antichissime, fondata in epoca longobarda (VIII secolo) in un'area considerata sacra sin dall'epoca romana (sul posto sono stati rinvenuti i resti di una necropoli).
Una seconda ricostruzione si ebbe nel Trecento e una terza nel Quattrocento. Anche nei secoli successivi l'edificio subì diversi rifacimenti.
La chiesa, in stile neogotico, è stata iniziata nel 1913 su disegno dell'architetto Domenico Rupolo e riconsacrata nel 1966.
Il campanile è l'originale cinquecentesco.

## Descrizione

### Esterno
A croce latina, il transetto ricalca la chiesa quattrocentesca, corrispondendo l'abside alla cappella del battistero in cornu Evangeli.

### Interno

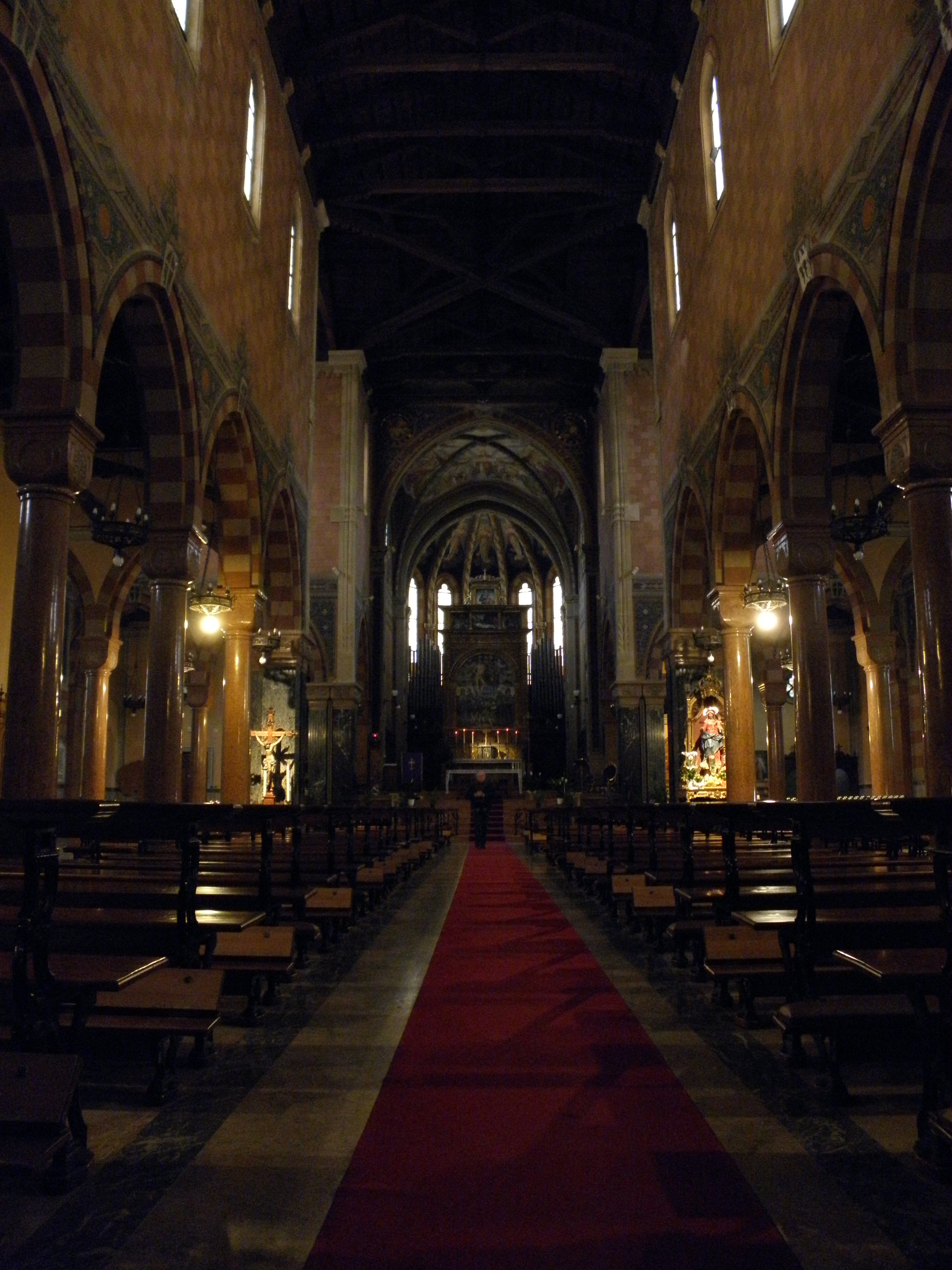
L'interno

Al suo interno si possono ammirare la grande Pala di San Sebastiano di Andrea da Murano (1497-1501), l'affresco con l'Assunzione della Vergine di Angelo Zoppo nella Cappella del Battistero (1484-1486), resto di un complesso di affreschi più vasto, e la pala raffigurante la Natività della Beata Vergine di Palma il Giovane. Degne di nota sono anche la tela con San Tiziano di Leandro da Ponte, la Madonna con Bambino di scuola sansoviniana (1530) e la Madonna con il Bambino, San Giacinto e San Valentino che risana il bambino epilettico di Pietro Damini.

#### Organo
Nell'abside, a pavimento, si trova l'organo a canne Tamburini opus 66, costruito nel 1915 per la cattedrale di Treviso e collocato nella chiesa di Trebaseleghe nel 2004 ed in tale occasione restaurato e ampliato. Lo strumento è a trasmissione elettronica e la consolle, mobile indipendente, ha tre tastiere di 61 note ciascuna e pedaliera di 32 note.

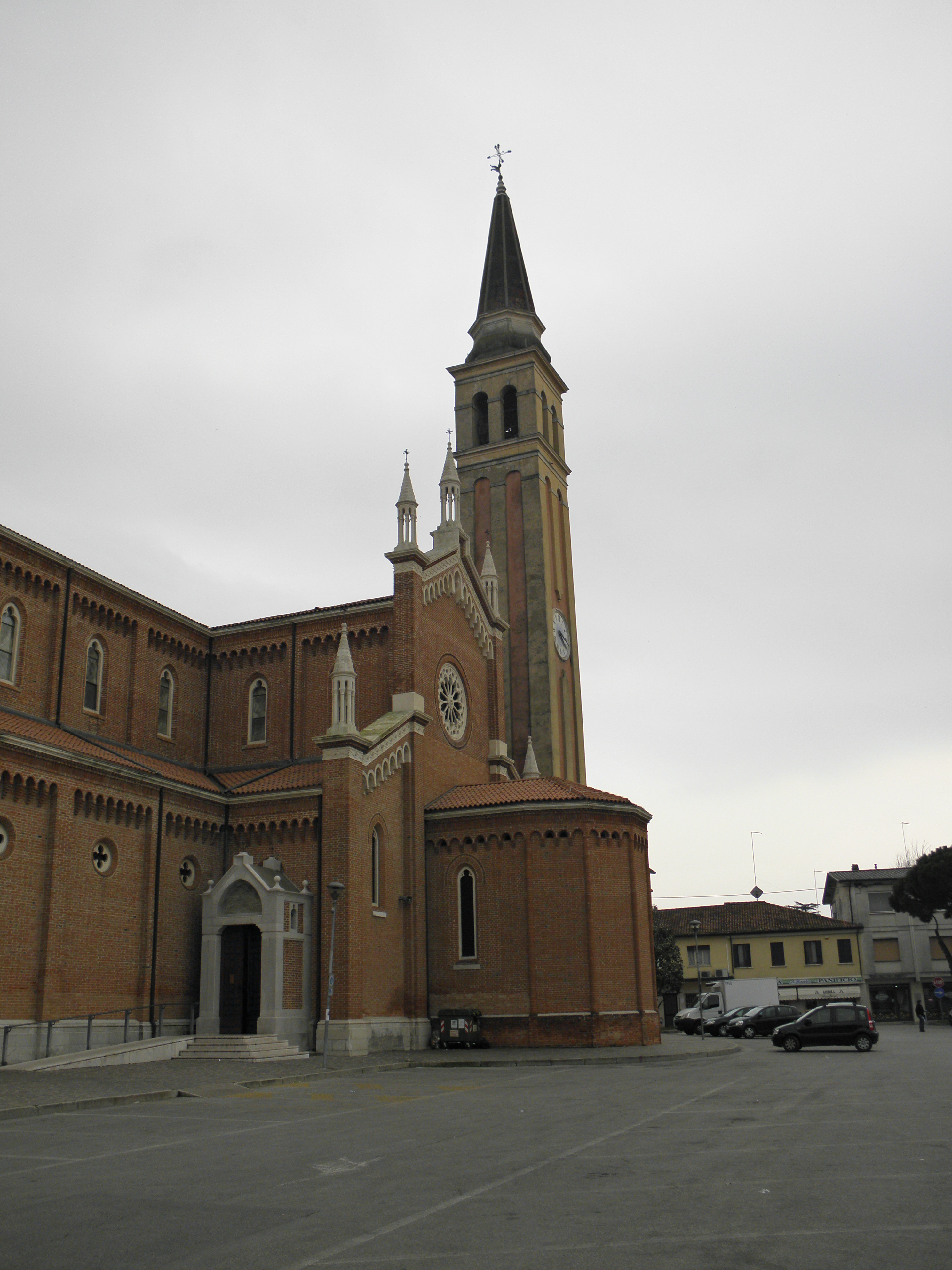
Campanile con il transetto destro

#### Campane
| Campana | Nota nominale              | Anno | Fonderia                             |
| ------- | -------------------------- | ---- | ------------------------------------ |
| 1^      | Re3                        | 1951 | Daciano Colbachini e Figli di Padova |
| 2^      | Mi3 calante                | 1951 | Daciano Colbachini e Figli di Padova |
| 3^      | Fa#3 leggermente crescente | 1924 | Daciano Colbachini e Figli di Padova |
| 4^      | Sol3 leggermente crescente | 1951 | Daciano Colbachini e Figli di Padova |
| 5^      | La3                        | 1985 | Francesco De Poli di Vittorio Veneto |